# Nippon Professional Baseball 2009
La stagione 2009 della Nippon Professional Baseball (NPB) è iniziata il 3 aprile ed è terminata il 7 novembre 2009.
Le Japan Series sono state vinte per la ventunesima volta nella loro storia dagli Yomiuri Giants, che si sono imposti sugli Hokkaido Nippon-Ham Fighters per 4 partite a 2.

## Regular season

### Central League
| Squadra                | Partite | Vittorie | Sconfitte | Pareggi | Perc. | GB   |
| ---------------------- | ------- | -------- | --------- | ------- | ----- | ---- |
| Yomiuri Giants         | 144     | 89       | 46        | 9       | .659  | —    |
| Chunichi Dragons       | 144     | 81       | 62        | 1       | .566  | 12.0 |
| Tokyo Yakult Swallows  | 144     | 71       | 72        | 1       | .497  | 22.0 |
| Hanshin Tigers         | 144     | 67       | 73        | 4       | .479  | 24.5 |
| Hiroshima Toyo Carp    | 144     | 65       | 75        | 4       | .464  | 26.5 |
| Yokohama DeNA BayStars | 144     | 51       | 93        | 0       | .354  | 42.5 |

### Pacific League
| Squadra                      | Partite | Vittorie | Sconfitte | Pareggi | Perc. | GB   |
| ---------------------------- | ------- | -------- | --------- | ------- | ----- | ---- |
| Hokkaido Nippon-Ham Fighters | 144     | 82       | 60        | 2       | .577  | —    |
| Tohoku Rakuten Golden Eagles | 144     | 77       | 66        | 1       | .538  | 5.5  |
| Fukuoka SoftBank Hawks       | 144     | 74       | 65        | 5       | .532  | 6.5  |
| Saitama Seibu Lions          | 144     | 70       | 70        | 4       | .500  | 11.0 |
| Chiba Lotte Marines          | 144     | 62       | 77        | 5       | .446  | 18.5 |
| Orix Buffaloes               | 144     | 56       | 86        | 2       | .394  | 26.0 |

|  | 1º della regular season e qualificato alle finali delle Climax Series |
|  | Qualificati alle semifinali delle Climax Series                       |

## Post season
|  | Climax Series - semifinali | Climax Series - semifinali   | Climax Series - semifinali   |                              |                | Climax Series - finali | Climax Series - finali | Climax Series - finali |  |  | Japan Series | Japan Series | Japan Series |  |
|  |                            |                              |                              |                              |                |                        |                        |                        |  |  |              |              |              |  |
|  |                            |                              |                              |                              |                | C1                     | Yomiuri Giants         | 4                      |  |  |              |              |              |  |
|  |                            |                              |                              |                              |                | C1                     | Yomiuri Giants         | 4                      |  |  |              |              |              |  |
|  |                            |                              |                              | Chunichi Dragons             | 1              |                        |                        |                        |  |  |              |              |              |  |
|  | C2                         | Chunichi Dragons             | 2                            | Chunichi Dragons             | 1              |                        |                        |                        |  |  |              |              |              |  |
|  | C2                         | Chunichi Dragons             | 2                            |                              |                |                        |                        |                        |  |  |              |              |              |  |
|  | C3                         | Tokyo Yakult Swallows        | 1                            |                              |                |                        |                        |                        |  |  |              |              |              |  |
|  | C3                         | Tokyo Yakult Swallows        | 1                            |                              | Yomiuri Giants | Yomiuri Giants         | 4                      |                        |  |  |              |              |              |  |
|  |                            |                              |                              |                              |                |                        |                        |                        |  |  |              |              |              |  |
|  |                            |                              | Hokkaido Nippon-Ham Fighters | Hokkaido Nippon-Ham Fighters | 2              |                        |                        |                        |  |  |              |              |              |  |
|  |                            |                              |                              | Hokkaido Nippon-Ham Fighters | 2              |                        |                        |                        |  |  |              |              |              |  |
|  |                            |                              |                              |                              |                |                        |                        |                        |  |  |              |              |              |  |
|  |                            |                              |                              |                              |                |                        |                        |                        |  |  |              |              |              |  |
|  |                            | P1                           | Hokkaido Nippon-Ham Fighters | 4                            |                |                        |                        |                        |  |  |              |              |              |  |
|  |                            |                              |                              | 4                            |                |                        |                        |                        |  |  |              |              |              |  |
|  |                            |                              |                              | Tohoku Rakuten Golden Eagles | 1              |                        |                        |                        |  |  |              |              |              |  |
|  | P2                         | Tohoku Rakuten Golden Eagles | 2                            | Tohoku Rakuten Golden Eagles | 1              |                        |                        |                        |  |  |              |              |              |  |
|  | P2                         | Tohoku Rakuten Golden Eagles | 2                            |                              |                |                        |                        |                        |  |  |              |              |              |  |
|  | P3                         | Fukuoka SoftBank Hawks       | 0                            |                              |                |                        |                        |                        |  |  |              |              |              |  |

## Campioni
| Japan Series 2009 Yomiuri Giants Ventunesimo titolo ※Yomiuri Giants qualificati per le 2009 Asia Series. |

## Premi
- Miglior giocatore della stagione

|    | Giocatore    | Squadra                      |
| -- | ------------ | ---------------------------- |
| CL | Alex Ramírez | Yomiuri Giants               |
| PL | Yū Darvish   | Hokkaido Nippon-Ham Fighters |

- Rookie dell'anno

|    | Giocatore         | Squadra                |
| -- | ----------------- | ---------------------- |
| CL | Tetsuya Matsumoto | Yomiuri Giants         |
| PL | Tadashi Settsu    | Fukuoka SoftBank Hawks |

- Miglior giocatore delle Japan Series

| Giocatore      | Squadra        |
| -------------- | -------------- |
| Shinnosuke Abe | Yomiuri Giants |